# 湊川駅 (国鉄)

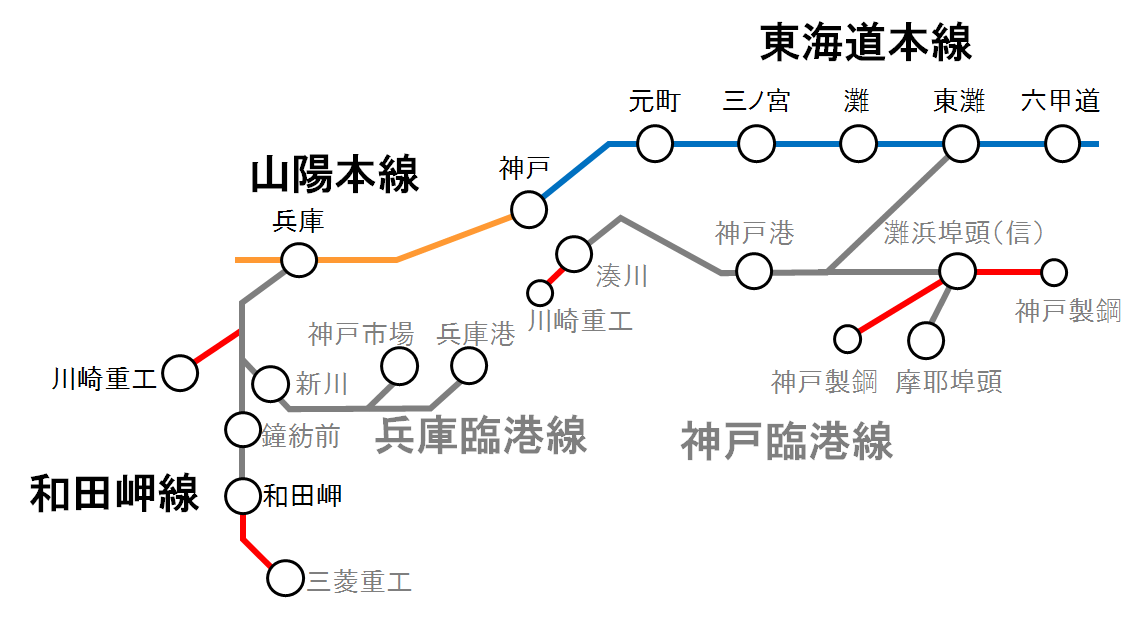
神戸臨港線と和田岬線

湊川駅（みなとがわえき）は、かつて兵庫県神戸市兵庫区東川崎町にあった日本国有鉄道（国鉄）東海道本線の貨物支線（通称、神戸臨港線）に存在した貨物駅である。同線の終点であったが、1980年代の鉄道貨物輸送事業縮小により、廃止された。跡地は再開発により神戸ハーバーランドとなった。

## 歴史
- 1928年（昭和3年）12月1日：小野浜駅（後の神戸港駅）からの延長として開業。当時は神戸駅と同一駅扱いで、当時の三ノ宮駅と、兵庫駅の間にある駅とされた。よって営業キロは設定されなかった。但し、敷地としては神戸駅から旅客駅部分などを除いた大半であり、小野浜駅から貨物用別線を引いて客貨分離したのが実態である。
- 1961年（昭和36年）4月6日：神戸駅より独立[1]。神戸港駅より営業キロ2.4 km[1]。
- 1974年（昭和49年）10月1日：それまで支線だったが、本線に組み込まれる。
- 1981年（昭和56年）
  - 2月12日：構内の橋はかりを廃止[2]。
  - 8月20日：コンテナ取扱業務を神戸港駅に移管。
- 1982年（昭和57年） 11月：貨物駅としての機能を停止[3]。
- 1983年（昭和58年）3月19日：神戸市と天津市の友好都市提携10周年記念の「中国鉄道博」が敷地内で開かれる（5月22日まで）[4] 。標準軌の線路を敷いて実物の中華人民共和国鉄道部の車両が設置され、そのうち前進型蒸気機関車は動態展示であった。
- 1985年（昭和60年）3月14日：路線廃止により廃駅[1]。

## 接続していた専用線
川崎重工業などの専用線が接続していた。他、三菱倉庫からの専用線もあった。

## 輸送品
先述の川崎重工のほかに、三菱倉庫からキリンビール岡山工場の最寄の万富駅、広島工場へ専用線が延びていた旧東広島駅（現在の新幹線東広島駅とは別）に麦芽を発送していた。

## 隣の駅
日本国有鉄道
東海道本線 貨物支線（神戸臨港線）
神戸港駅 - 湊川駅